# Futbolo Klubas Kauno Žalgiris 2018
Questa voce raccoglie le informazioni riguardanti il Futbolo Klubas Kauno Žalgiris nelle competizioni ufficiali della stagione 2018.

## Rosa
| N. |                        | Ruolo | Calciatore           |
| -- | ---------------------- | ----- | -------------------- |
| 1  | Lituania (bandiera)    | P     | Martynas Matuzas     |
| 7  | Bielorussia (bandiera) | D     | Mikhail Kolyadko     |
| 8  | Lituania (bandiera)    | D     | Karolis Gvildys      |
| 9  | Lituania (bandiera)    | C     | Aurimas Raginis      |
| 10 | Lituania (bandiera)    | C     | Gratas Sirgėdas      |
| 11 | Lituania (bandiera)    | A     | Ernestas Mickevičius |
| 13 | Lituania (bandiera)    | D     | Gabrielius Zagurskas |
| 14 | Lituania (bandiera)    | C     | Matas Popiera        |
| 17 | Lituania (bandiera)    | D     | Pijus Širvys         |
| 18 | Lituania (bandiera)    | C     | Edvinas Kloniūnas    |
| 19 | Lituania (bandiera)    | D     | Markas Beneta        |

| N. |                        | Ruolo | Calciatore          |
| -- | ---------------------- | ----- | ------------------- |
| 20 | Lituania (bandiera)    | D     | Ignas Dedura        |
| 21 | Lituania (bandiera)    | D     | Tomas Snapkauskas   |
| 22 | Lituania (bandiera)    | P     | Deividas Mikelionis |
| 26 | Lituania (bandiera)    | C     | Elvinas Navickas    |
| 28 | Lituania (bandiera)    | D     | Arūnas Klimavičius  |
| 33 | Brasile (bandiera)     | A     | João Figueiredo     |
| 59 | Bielorussia (bandiera) | D     | Ilja Kalpachuk      |
| 71 | Lituania (bandiera)    | D     | Matas Dedura        |
| 77 | Lituania (bandiera)    | C     | Linas Pilibaitis    |
| 79 | Russia (bandiera)      | C     | Jurij Mamaev        |
| 88 | Lituania (bandiera)    | D     | Ernestas Mockus     |
| 91 | Lituania (bandiera)    | C     | Rytas Babickas      |